# Tuomo Könönen
Tuomo Könönen (Trollhättan, 29 de dezembro de 1977) é um futebolista finlandês.